# Silvio Spann
Silvio Spann (Couva, Trinitat i Tobago, 21 d'agost de 1981) és un futbolista. Va disputar 41 partits amb la selecció de Trinitat i Tobago.